# El Salón México
El Salón México ist ein sinfonisches Orchesterwerk des US-amerikanischen Komponisten Aaron Copland (1900–1990), das ausgiebig mexikanische Volksmusik verwendet.

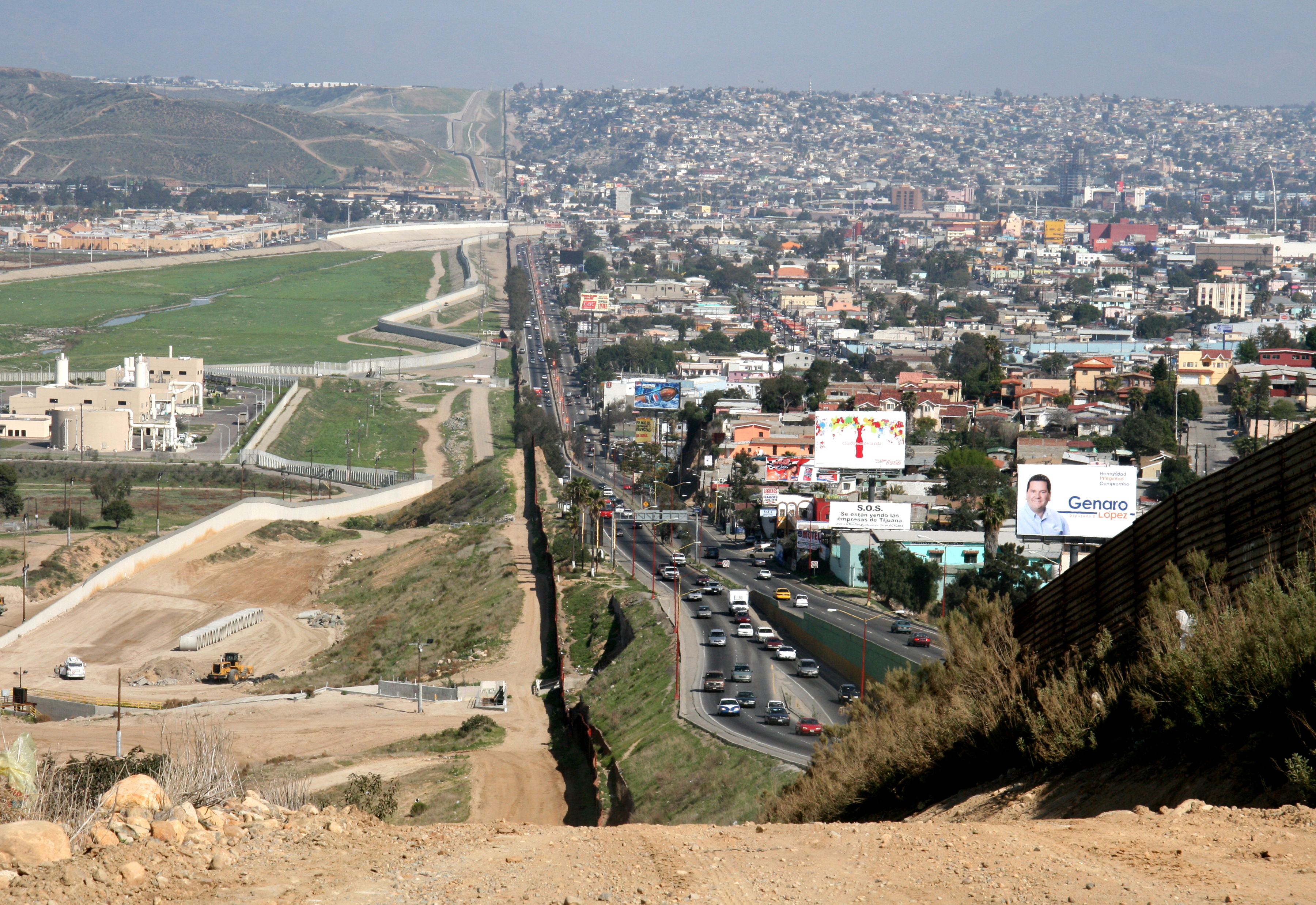
Grenzbefestigung zwischen San Diego (USA, links) und Tijuana (Mexiko)

## Das Werk
Copland hatte Mexiko in den 1930er Jahren mehrmals besucht. Seine Arbeit an dem Werk begann 1932, wurde aber erst 1936 fertiggestellt. Das einsätzige Werk ist eine Darstellung eines gleichnamigen Tanzsaals in Mexiko-Stadt und trägt als Untertitel „Popular Type Dance Hall in Mexico City“. Die Weltpremiere fand 1937 vom Mexikanischen Sinfonieorchester unter der Leitung von Carlos Chávez statt, seine amerikanische Premiere hatte es 1938.
Es hat nach Verlagsangaben eine Spieldauer von 12 Minuten, wird jedoch oft schneller gespielt. Copland hatte bei einer Reise nach Mexiko das seinerzeit berühmte Tanzlokal El Salón México in Mexiko-Stadt besucht und danach mehrere Lieder und Tanznummern gesammelt und sie zu einem stimmungs- und abwechslungsreichen Orchesterstück umgearbeitet und arrangiert. Leonard Bernstein verglich das Tanzlokal in seiner Einführung zu dem Stück bei der Aaron Copland Birthday Party 1960 in der Konzertreihe New York Philharmonic Young People’s Concerts mit dem „Roseland“ (in New York City).

## Orchesterbesetzung
Das Werk ist bei Boosey & Hawkes erschienen. Die Orchesterbesetzung ist (nach den Verlagsangaben):
2.picc.2.corA(ad lib).2.Ebcl(ad lib).bcl(ad lib).2.dbn(ad lib)-4.3(2).3.1-timp.perc:xyl/cyms/brush/guiro/tpl.bl/wdbl/BD/SD/tab-pft-strings

## Zur Entstehung
Über die Atmosphäre der Entstehung des Stückes merkt der Komponist an:

„Perhaps my piece might never have been written if it hadn’t been for the existence of the Salón México. I remember reading about it for the first time in a tourist guide book: ‘Harlem-type nightclub for the peepul [sic in the source quoted ], grand Cuban orchestra. Three halls: one for people dressed in your way, one for people dressed in overalls but shod, and one for the barefoot.’ When I got there, I also found a sign on the wall which said: ‘Please don’t throw lighted cigarette butts on the floor so the ladies don’t burn their feet.’
[…] In some inexplicable way, while milling about in those crowded halls, one really felt a live contact with the Mexican people — the atomic sense one sometimes gets in far-off places, of suddenly knowing the essence of a people — their humanity, their separate shyness, their dignity and unique charm.“

## Verschiedenes
Das Stück wurde von vielen berühmten Dirigenten – unter ihnen Toscanini – dirigiert, auch von Copland selbst, beispielsweise bei der Aaron-Copland-Geburtstagsparty der New Yorker Philharmoniker zu seinem 60. Geburtstag.
Von dem Komponisten Leonard Bernstein stammt eine Klavierbearbeitung, auch eine für zwei Klaviere und eine vierhändige.
Für den Musicalfilm Fiesta (1947, dt. unter dem Titel: Mexikanische Nächte) wurde das Werk als Fantasia Mexicana von Johnny Green angepasst und orchestriert, interpretiert von André Previn.